# Pingtung
Pingtung of Pingdong is een stad in Taiwan en is de hoofdstad van het arrondissement (xiàn) Pingtung.
Pingtung telt ongeveer 218.000 inwoners.

## Geboren in Pingtung
- Ang Lee (1954), filmregisseur